# Grigory Helbach
Grigory Helbach (Hellbach, Gelbach, Gelbak) (13 de gener de 1863 – 3 d'agost de 1930) fou un jugador d'escacs rus.

## Resultats destacats en competició
El 1899 Helbach empatà als llocs 6è-7è al 1r Torneig de mestres de Totes les Rússies, a Moscou, el campió fou Mikhaïl Txigorin).
A partir de 1900 jugà principalment a Sant Petersburg. El 1900 hi fou 6è (campions: Txigorin i Alexander Levin). El 1901 empatà al 1r lloc amb Serguei Lébedev; el 1902 fou 7è; el 1903 fou 1r; el 1905/06 fou 15è al 4t Campionat de Rússia, (campió: Gersz Salwe),; el 1909 empatà als llocs 15è-16è (Torneig amateur de Totes les Rússies, el campió fou Aleksandr Alekhin). Va guanyar una partida contra Alexei Alekhin en un matx amistós per equips St. Petersburg vs. Moscou (6 : 3) el 1911.